# Neoserica absoluta
Neoserica absoluta är en skalbaggsart som beskrevs av Brenske 1898. Neoserica absoluta ingår i släktet Neoserica och familjen Melolonthidae. Inga underarter finns listade i Catalogue of Life.